# Teatro de Comédia do Paraná
Teatro de Comédia do Paraná (TCP) é um grupo teatral da Fundação Teatro Guaíra e sua sede esta localizada em Curitiba. O TCP é considerado o primeiro grupo "oficial" de teatro do estado do Paraná.
O TCP nasceu de um curso de teatro de curta duração oferecido pelo Teatro Guaíra (TG) em 1962, e com os ótimos resultados desta atividade e a intenção de recriar um grupo oficial, pois o primeiro grupo formado em 1956, por Ary Fontoura e Glauco Flores de Sá Britto, o Teatro Experimental Guaíra que estava desativado, a diretoria do TG resolveu fundar o TCP em 1963, convidando o ator e diretor teatral Cláudio Corrêa e Castro para desenvolver a ideia e ser o diretor. Cláudio trouxe para Curitiba alguns dos nomes que se destacavam no eixo Rio-São Paulo para atuar e lecionar (no projeto Curso Permanente de Teatro), como o casal Nicete Bruno e Paulo Goulart
, além de Leonor Bruno e Sílvia Paredo.
Entre os inúmeros atores, diretores e profissionais de teatro que já trabalharam no TCP, podemos citar alguns como: Cláudio Corrêa e Castro, Nicette Bruno, Paulo Goulart, Lala Schneider, Joel de Oliveira, Gabriel Villela, Armando Maranhão, Miguel Esposito, Sale Wolokita, Maurício Távora, Danilo Avelleda, Sinval Martins, José Maria Santos, Celina Alvetti, Yara S armento, Rogério Dellê, Fernando Zeni, Wilde Quintana, Felix Miranda, Edson D'Ávila, Delcy D'Ávila, Sansores França Odelair Rodrigues, entre outros 